# Errol McFarlane
Errol McFarlane (ur. 12 października 1977 w Port-of-Spain) – trynidadzko-tobagijski piłkarz występujący na pozycji napastnika. Zawodnik klubu St. Ann's Rangers.

## Kariera klubowa
McFarlane karierę rozpoczynał w 1995 roku w amerykańskiej ekipie Nassau Lions z uczelni Nassau Community College. W 1996 roku został studentem uczelni Hofstra University i kontynuował karierę w tamtejszej drużynie piłkarskiej, Hofstra Pride. W 1999 roku został graczem trynidadzko-tobagijskiego klubu Defence Force. W tym samym roku zdobył z nim mistrzostwo Trynidadu i Tobago.
Na początku 2000 roku McFarlane odszedł do libańskiego zespołu Al-Nejmeh SC. W tym samym roku wywalczył z nim mistrzostwo Libanu oraz Superpuchar Libanu. W 2001 roku został królem strzelców libańskiej ekstraklasy. Po tym sukcesie przeniósł się do islandzkiego Fylkir i zdobył z nim Puchar Islandii.
W 2002 roku wrócił do Al-Nejmeh SC. Jednak jeszcze w tym samym roku, po zdobyciu mistrzostwa Libanu, przeszedł do San Juan Jabloteh. W sezonie 2002 wywalczył z nim mistrzostwo Trynidadu i Tobago. Po zakończeniu tamtego sezonu, ponownie został graczem klubu Al-Nejmeh SC. W 2004 roku, a także rok później po raz kolejny został z nim mistrzem Libanu.
W połowie 2005 roku McFarlane odszedł do islandzkiego Breiðabliku. Po sezonie przeniósł się do ojczystego Superstar Rangers. Następnie grał w libańskim Al-Mabarrah, z którym w 2008 roku wywalczył Puchar Libanu W 2009 roku wrócił do Superstar Rangers, noszącego teraz nazwę St. Ann's Rangers.
Jeszcze w tym samym roku wyjechał jednak do Stanów Zjednoczonych, gdzie do końca sezonu 2009 występował w zespole Rochester Rhinos z ligi USL First Division, stanowiącej drugi poziom rozgrywek. W 2010 roku wrócił do Trynidadu i Tobago, gdzie został zawodnikiem klubu North East Stars. W 2011 roku ponownie przeszedł do St. Ann's Rangers.

## Kariera reprezentacyjna
W reprezentacji Trynidadu i Tobago McFarlane zadebiutował w 2001 roku. W 2007 roku został powołany do kadry na Złoty Puchar CONCACAF. Zagrał na nim w meczach z Salwadorem (1:2) i Gwatemalą (1:1, gol), a Trynidad i Tobago zakończył turniej na fazie grupowej.